# Isaac Becroft
Isaac Becroft (* 29. Oktober 2000 in Wanganui) ist ein neuseeländischer Tennisspieler.

## Karriere
Becroft spielte rund 70 Matches auf der ITF Junior Tour und erreichte in der Junioren-Rangliste seine beste Platzierung mit Rang 259.
Becroft zog in die USA, um dort zu studieren. Zuerst war er an der Mississippi State University eingeschrieben, von wo er aber nach einem Jahr an die Oklahoma State University wechselte und sein Studium neu begann. Er spielte in dieser Zeit für die College-Tennis-Mannschaft. 2024 erlangte er den Bachelor, danach blieb er als Graduate Student an der Hochschule.
Erste Erfahrungen bei Tennisturnieren der Profis machte Becroft 2019 auf der drittklassigen ITF Future Tour, wo er die meiste Zeit spielte. 2022 sammelte er die ersten Punkte für die Tennisweltrangliste, ein Jahr später stand er das erste Mal in einem Einzelfinale, wodurch mit Platz 845 sein Karrierehoch erreichte. Im Doppel gewann er 2023 den ersten Titel, 2024 folgten zwei weitere Titel. Dank einer Wildcard kam er beim einzigen Turnier der ATP Tour in Neuseeland zum Debüt auf dieser Ebene. Gegen den späteren Finalisten Zizou Bergs aus Belgien unterlag er 3:6, 5:7.
Becroft spielte 2022 das erste Mal für die neuseeländische Davis-Cup-Mannschaft. Er verlor beide seiner Partien.